# El conde Ory
El conde Ory (título original en francés, Le Comte Ory) es una ópera cómica en dos actos con música de Gioachino Rossini y libreto en francés de Eugène Scribe y Charles-Gaspard Delestre-Poirson, según su vodevil Le Comte Ory del año 1817, inspirado a su vez en una balada medieval. Se estrenó en el Théâtre de l'Académie Royale de Musique, París, el 20 de agosto de 1828.
Parte de la música procede de su ópera El viaje a Reims escrita tres años antes para la coronación de Carlos X. La obra es ostensiblemente una ópera cómica en el sentido de que la historia es humorística, incluso pura farsa. Sin embargo, se pensó más en la Opéra que en el Teatro de la Opéra-Comique y hay inconsistencias estructurales con el género contemporáneo de la opéra comique: mientras que esta última está formada por números líricos relativamente cortos y diálogo hablado, El conde Ory está formado por "altamente desarrolladas, incluso macizas formas musicales unidas por recitativo acompañado. Aunque la ópera contiene parte de la escritura orquestal más colorida de Rossini, la pintoresca y breve obertura es extrañamente contenida y sin pretensiones, acabando con un susurro de cuerdas en pizzicato.

## Historia de las representaciones
Se representó por vez primera el 20 de agosto de 1828 en la Salle Le Peletier por la Ópera de París. Se dio en Londres en el King's Theatre en italiano el 28 de febrero de 1829. Su primera representación en Italia fue el 2 de julio de 1829 en traducción al italiano, Teatro San Benedetto de Venecia. En Nueva Orleans se representó en el Théâtre d'Orléans el 16 de diciembre de 1830 y en Nueva York el 22 de agosto de 1831.
En París, Le Comte Ory permaneció en el repertorio durante veinte años consecutivos, declinando después cuando la existencia de una nueva escuela de canto hizo prácticamente imposible encontrar un tenor que asumiera el papel protagonista. La ligereza, la gracia afrancesada, pero sobre todo la ambigüedad y la amoralidad de esta ópera no fueron apreciadas por el público italiano del siglo XIX. Aún hoy, El conde Ory, totalmente revalorizada por la crítica e integrada en el repertorio teatral, sigue sin ser una de las óperas más famosas de Rossini pese a su elevada calidad musical, de gran coloratura, y a lo divertido de su argumento. Sus representaciones son poco frecuentes y, entre 2005 y 2009, aparece con el número 187 con un total de 16 representaciones tal como se señala en Operabase.com. Ese número se incrementó en abril de 2011 cuando la ópera se estrenó en el Met de Nueva York. El reparto incluyó al tenor Juan Diego Flórez, que aúna una voz lírico-ligera adecuada para este rol y grandes dotes para la escena cómica; otros cantantes de la producción fueron Diana Damrau y Joyce DiDonato, dirigidos por Bartlett Sher.

## Personajes
| Personaje                                                  | Voz          | Estreno, 20 de agosto de 1828 (Director: François Antoine Habeneck) |
| ---------------------------------------------------------- | ------------ | ------------------------------------------------------------------- |
| Conde Ory                                                  | Tenor        | Adolphe Nourrit                                                     |
| Adèle, condesa de Formoutiers                              | Soprano      | Laure Cinti-Damoreau                                                |
| Isolier                                                    | Mezzosoprano | Constance Jawureck                                                  |
| Ragonde                                                    | Mezzosoprano | Mori                                                                |
| Raimbaud                                                   | Barítono     | Henri-Bernard Dabadie                                               |
| Tutor                                                      | Bajo         | Nicolas Levasseur                                                   |
| Alice                                                      | Soprano      |                                                                     |
| Primer caballero                                           | Tenor        | Alexis Dupont                                                       |
| Segundo caballero                                          | Barítono     | Jean-Étienne-August Eugène Massol                                   |
| Tercer caballero                                           | Barítono     | Henri-Bernard Dabadie el joven                                      |
| Cuarto caballero                                           | Barítono     | Ferdinand Prévôt                                                    |
| Coro de los caballeros de Ory, damas, cruzados, campesinos |              |                                                                     |

## Argumento
Época: alrededor del año 1200, durante las Cruzadas
Lugar: Turena

### Acto I
El campo delante del castillo de Formoutiers
El conde Ory es un libertino capaz de cualquier cosa para conquistar a las mujeres. Así, cuando todos los caballeros y los hombres han partido a las cruzadas se hace pasar por un ermitaño, ayudado por Raimbaud, su amigo. Raimbaud anuncia que un sabio ermitaño visitará el pueblo para ofrecer sus servicios dando sabios consejos de toda índole y especialmente en temas del corazón. Su talento es especialmente notable para ayudar a las mujeres a buscar pareja. Es muy bien recibido en el pueblo y todos le hacen confidencias. De este modo consigue acercarse a la condesa Adèle, a la que desea. El castillo está lleno de mujeres que esperan a que sus esposos regresen de las cruzadas. El paje de Ory, Isolier, está enamorado de la condesa. Isolier confía su amor al "ermitaño" (el conde Ory disfrazado) y explica su plan de colarse en el castillo disfrazado como una peregrina.
La condesa consulta al ermitaño sobre una cura para su melancolía. Él le propone que se enamore, lo que ella hace inmediatamente, pero de Isolier. El "ermitaño" le advierte que no confíe en el paje. Todo el mundo queda asombrado cuando el tutor revela la identidad de Ory. La condesa recibe una carta anunciando el regreso de su hermano.

### Acto II
Una gran habitación en el castillo
En el segundo acto, la condesa Adèle y sus sirvientas están encerradas en su castillo para mantenerse a salvo del conde. Estalla una fuerte tormenta y un grupo peregrinas que esperan el regreso de sus maridos de las cruzadas. En realidad este grupo de mujeres no son tales, sino el propio conde y sus secuaces disfrazados. El nuevo disfraz de Ory es el de "Hermana Colette". Echando en falta algo que beber con la comida, Raimbaud irrumpe en la bodega del castillo y regresa con suficiente vino para todo el mundo. Los caballeros disfrazados de damas se emborrachan y brindan por el hermano ausente de la condesa. Isolier reconoce a Ory y revela su identidad a Adèle. Isolier también dice a las sirvientas que sus esposos volverán a medianoche.
Después de que todo el mundo estuviera en la cama, el conde Ory sube a los aposentos de la condesa Adèle. Él la corteja, sin darse cuenta de que, en la oscuridad, es la mano de Isolier la que está sosteniendo. Los hombres regresan de la cruzada. Isolier se identifica y ayuda al conde Ory a escapar del castillo.

## Grabaciones
| Año  | Reparto: Le Comte Ory La Comtesse Adèle Isolier Ragonde Raimbaud Le Gouverneur                                                     | Director, Teatro de ópera y orquesta | Sello discográfico                                                    |
| ---- | --- | --- | --------------------------------------------------------------------- |
| 1959 | Michel Sénéchal Sari Barabas Cora Canne-Meijer Monica Sinclair Robert Massard                                                      | Vittorio Gui Orquesta y Coro de la RAI de Turín | Audio CD: Arkadia Cat: MP 458.2; Representado en vivo Cat: LS 4035130 |
| 1979 | Rockwell Blake Ashley Putnam Faith Esham Jane Shaulis David Holloway                                                               | Imre Pallo Orquesta y Coro de la New York City Opera (Grabación en vivo de una representación en la New York City Opera, septiembre) | Audio CD: Celestial Audio (CA 368)                                    |
| 1988 | John Aler Sumi Jo Diana Montague Raquel Pierotti Gino Quilico Gilles Cachemaille Francis Dudziak & Nicolas Rivenq (Chevaliers)     | John Eliot Gardiner Orquesta y Coro de la Ópera de Lyon | Audio CD: Philips Classics Records (422 406-2) (P) 1989               |
| 1995 | William Matteuzzi Sumi Jo Marie-Ange Todorovitch Nadine Chery Jean-Luc Chaignaud Gregory Reinhart                                  | Evelino Pidò Orquesta Europea del Festival Coro del Festival, Aix-en-Provence (Grabación de TV del Festival d'Aix-en-Provence, julio de 1995) Director de escena Marcel Maréchal Producido por Bel Air Media                                                                    | DVD Premiere Opera: Retransmisión en vivo por TV (France 2)           |
| 1997 | Marc Laho Annick Massis Diana Montague Jane Shaulis Ludovic Tézier Julien Robbins                                                  | Andrew Davis Orquesta Filarmónica de Londres y Coro del Festival de Glyndebourne (Grabación en vivo de una representación en el Festival de Glyndebourne, julio) Director de escena Jérôme Savary                                                                               | DVD: NVC Arts Cat: 0630 18646-2; Kultur Cat: D 2983                   |
| 2002 | Huw Rhys-Evans Linda Gerrard Luisa Islam-ALi-Zade Luca Salsi Gloria Montanari Wojtek Gierlach Sofia Soloviy (Alice)                | Brad Cohen Solistas de cámara checos, Brno Coro filarmónico checo, Brno (Grabación en vivo de Rossini en Wildbad, julio de 2002) | Audio CD: Naxos Records (2007)                                        |
| 2003 | Juan Diego Flórez Stefania Bonfadelli Marie-Ange Todorovitch Bruno Praticò Marina De Liso Alastair Miles Rossella Bevacqua (Alice) | Jesús López Cobos Orquesta del Teatro Comunal de Bolonia Coro de Cámara de Praga (maestro de coro: Lubomír Mátl (Grabación en vivo en el Teatro Rossini, del Festival de Ópera Rossini, Pesaro, 10, 13, 16, 19 y 22 de agosto,) Dirección de escena, diseñada por Lluís Pasqual | Audio CD: Deutsche Grammophon                                         |
| 2011 | Juan Diego Flórez Diana Damrau Joyce DiDonato Stéphane Degout Susanne Resmark Michele Pertusi Monica Yunus (Alice)                 | Maurizio Benini Orquesta de la Metropolitan Opera Coro de la Metropolitan Opera Dirección de escena de Bartlett Sher (HD en vivo por The Metropolitan Opera, Nueva York, 9 de abril de 2011)                                                                                    | DVD Virgin Classics: HD Theatrical release                            |